# حسن عبدو
حسن عبدو (14 فبراير 1995) لاعب كرة قدم بحريني يلعب حاليا لصالح نادي الدرجة الأولى الرفاع البحريني في مركز حارس المرمى من 2013.

## الإنجازات

### الرفاع
- الدوري البحريني الممتاز (1): 2014
- كأس الاتحاد البحريني (1): 2014